# فاروق الشامي
فاروق الشامي ( وُلد في بيت عور التحتا - ) رائد أعمال فلسطيني أمريكي. خاض في عام 2009، انتخابات ولاية تكساس. أسس شركة فاروق سيستمز المتخصصة في منتجات العناية بالشعر.

## النشأة
وُلد فاروق الشامي في بلدة بيت عور التحتا، محافظة رام الله والبيرة.

## العلاقة مع دونالد ترامب
وصف الشامي نفسه بأنه «صديق ترامب لمدة 12 عامًا» وله علاقة تجارية طويلة مع دونالد ترامب من خلال مسابقات ملكة جمال الولايات المتحدة الأمريكية / ملكة جمال الكون وتدريب المشاهير. كما ذكر أن دونالد ترامب يستخدم أحد منتجات شركة فاروق سيستمز. في يونيو 2015، سحبت شركة فاروق سيستمز الرعاية الإعلانية لمسابقة ملكة جمال الولايات المتحدة الأمريكية بسبب تعليقات دونالد ترامب المناهضة لللاتينية، وعلى الرغم من استمرار استخدام منتجات الشركة من قبل المتسابقين في الحدث. في ديسمبر 2015، عادت شركة فاروق سيستمز كراع للحدث.